# 金州副都統衙門

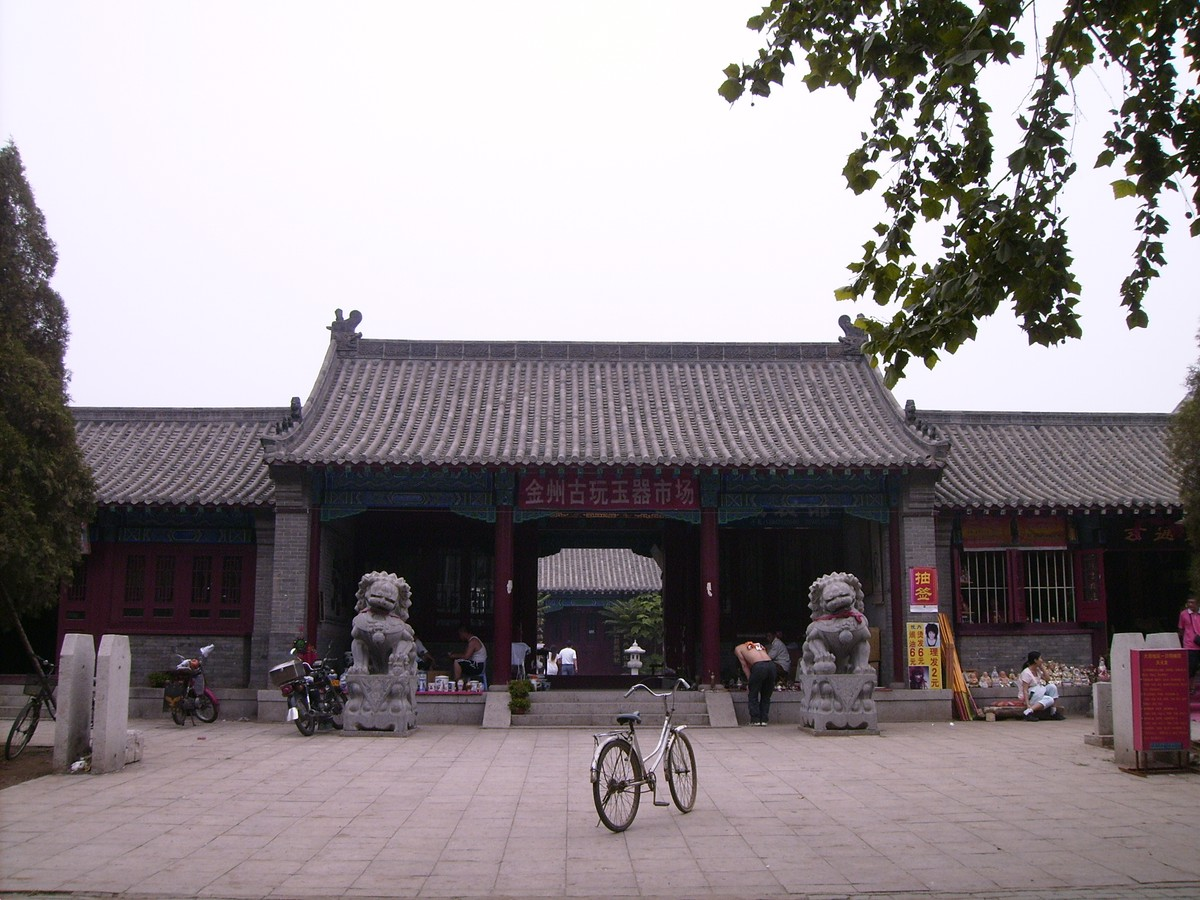
金州副都統衙門の入口

金州副都統衙門（きんしゅうふくととうがもん、中国語: 金州副都统衙门）は、中国遼寧省大連市金州区にある昔の政府の建物である。現在の金州区中心街の民主街255号に位置し、もとの建物は明代に建てられ、中心軸に沿って対称に 5 つの中庭と4つの中庭があり、敷地面積は2,600平方メートル余ある。当初は13棟、合計60室余の部屋があったが、現在は17棟になり、建物内には53室ある。

## 歴史
清朝初期、熊岳（現在の営口市鮁魚圏区熊岳）には遼東半島南部の最高軍事・政治機関である熊岳副都統衙門が設置されていた。1843年（道光23年）2月、南部地域の海岸防衛を強化するために、熊岳の副都統衙門が金州に移り、金州副都統衙門と改名し、盛京将軍の直属となり、旗下には金州、旅順口水師営と復州城、蓋州城、熊岳城を置いた。副首都司令官の正式な称号は二品で、印刷所もあり、左司と右司に分かれており、各司には司達、班達、記録などの役人が置かれた。

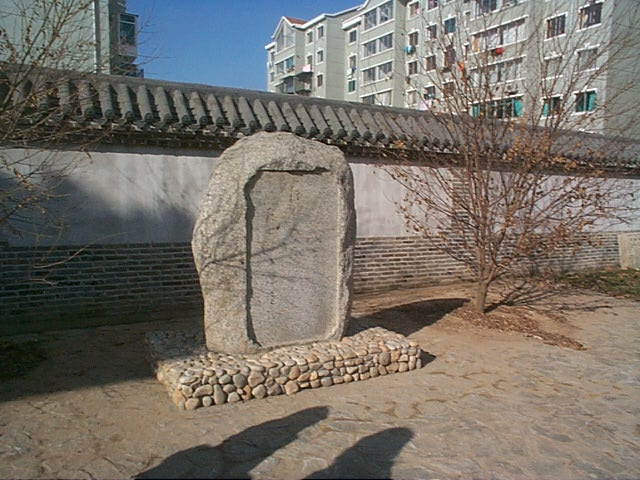
金州副都統衛門にある正岡子規の句碑

20世紀に大連・旅順が発展するまでは、金州がこの地域の中心都市で、日清戦争でも日本軍の遼東半島上陸後はまず金州を目指している。この時期、正岡子規が従軍記者で金州を訪れて、詠んだ俳句の石碑「金州城にて 正岡子規 / 行く春の酒を / たまはる陣屋哉」が金州副都統衙の庭に置かれている。
1999年に800万人民元を投じて復元して、2001年には博物館とした。

## 参照項目
- 金州区の観光地
- 金州博物館